# Dmitri Groezdev
Dmitri Nikolajevitsj Groezdev (Russisch: Дмитрий Николаевич Груздев) (Tselinograd, 13 maart 1986) is een Kazachs wielrenner die als beroepsrenner reed voor Astana Qazaqstan.
Groezdev begon zijn carrière in 2006 bij het continentale team Capec. Op de Aziatische spelen van 2006 in Doha won hij met zijn land- en toenmalig ploeggenoten Andrej Mizoerov, Ilja Tsjernisjov en Aleksandr Dymovskikh de ploegentijdrit voor de Iraniërs en de Japanners.

## Palmares
2006
 Ploegentijdrit op de Aziatische Spelen
2008
Proloog Ronde van Hainan
2011
 Kazachs kampioen tijdrijden, Elite
2012
 Kazachs kampioen tijdrijden, Elite
7e etappe Ronde van Hainan
Eindklassement Ronde van Hainan
2014
 Aziatisch kampioen tijdrijden, Elite
2016
 Kazachs kampioen tijdrijden, Elite
2e etappe Ronde van Burgos (ploegentijdrit)
2017
 Aziatisch kampioen tijdrijden, Elite
 Aziatisch kampioen ploegentijdrit, Elite
2019
 Aziatisch kampioen ploegentijdrit, Elite
2023
 Aziatisch kampioen gemengde ploegentijdrit, Elite
2024
 Kazachs kampioen tijdrijden, Elite
 Kazachs kampioen op de weg, Elite
 Aziatisch kampioenschap tijdrijden
2025
 Aziatisch kampioen gemengde ploegentijdrit, Elite
 Aziatisch kampioenschap tijdrijden

## Resultaten in voornaamste wedstrijden
| Jaar | Ronde van Italië | Ronde van Frankrijk | Ronde van Spanje |
| ---- | ---------------- | ------------------- | ---------------- |
| 2012 |                  |                     |                  |
| 2013 | 146e             |                     |                  |
| 2014 |                  | 130e                |                  |
| 2015 |                  | 131e                |                  |
| 2016 |                  |                     | 119e             |
| 2017 |                  | 115e                |                  |
| 2018 |                  | buiten tijd         |                  |
| 2019 |                  |                     |                  |
| 2020 |                  |                     | 93e              |
| 2021 |                  | 113e                |                  |
| 2022 |                  | 114e                |                  |
| 2023 |                  |                     |                  |
| 2024 |                  |                     |                  |

| Jaar | Milaan-San Remo | Gent-Wevelgem | Ronde van Vlaanderen | Parijs-Roubaix | Amstel Gold Race |  | WK op de weg |  | Wereldranglijsten |
| ---- | --------------- | ------------- | -------------------- | -------------- | ---------------- |  | ------------ |  | ----------------- |
| 2012 | 120e            | 146e          | opgave               | opgave         |                  |  |              |  |                   |
| 2013 |                 | opgave        | opgave               |                |                  |  |              |  |                   |
| 2014 |                 | 86e           | opgave               | 71e            |                  |  |              |  |                   |
| 2015 |                 | opgave        | 60e                  | 43e            |                  |  |              |  |                   |
| 2016 |                 | opgave        | 84e                  | opgave         |                  |  | opgave       |  |                   |
| 2017 |                 | 86e           | opgave               | 68e            |                  |  | 128e         |  | 405e (UWT)        |
| 2018 |                 | 79e           |                      | 85e            |                  |  |              |  |                   |
| 2019 |                 | opgave        |                      | opgave         |                  |  | opgave       |  |                   |
| 2020 |                 | opgave        |                      |                |                  |  | opgave       |  |                   |
| 2021 | 116e            | 72e           | 81e                  | opgave         |                  |  | opgave       |  |                   |
| 2022 |                 |               |                      | 101e           | opgave           |  |              |  |                   |
| 2023 |                 | 78e           | opgave               | 97e            |                  |  | opgave       |  |                   |
| 2024 |                 |               | opgave               | opgave         |                  |  |              |  |                   |

## Ploegen
- 2006 –  Cycling Team Capec
- 2008 –  Ulan
- 2011 –  Pro Team Astana (stagiair vanaf 1-8)
- 2012 –  Astana Pro Team
- 2013 –  Astana Pro Team
- 2014 –  Astana Pro Team
- 2015 –  Astana Pro Team
- 2016 –  Astana Pro Team
- 2017 –  Astana Pro Team
- 2018 –  Astana Pro Team
- 2019 –  Astana Pro Team
- 2020 –  Astana Pro Team
- 2021 –  Astana-Premier Tech
- 2022 –  Astana Qazaqstan
- 2023 –  Astana Qazaqstan
- 2024 –  Astana Qazaqstan

Chernisjov · Dmitriev · Dyaçenko · Dymovskikh · Groezdev · Iglinski · Joemabekov · Kozyrenko · Ljalko · Medjannikov · Mizoerov · Vdovinov · Yoeda · Zaitsev
Bagdonas · Balčiūnas · Chernisjov · Dyaçenko · Dmitriev · Groezdev · Iglinski · Joemabekov · Juodvalkis · Kolesov · Kondrotas · Kruopis · Ljalko · Mochus · Navardauskas · Raimbekov · Renev · Sjoesjemoin · Tlewbajev
Bazajev ·
Clarke ·
Davis ·
Di Grégorio ·
Dyaçenko ·
Fofonov ·
Gasparotto ·
Hryvko ·
M. Iglinski · 
V. Iglinski ·
Jufré ·
Kangert ·
Kasjetsjkin ·
Kessiakoff ·
Kirejev (tot 15/08) ·
Kišerlovski ·
Kreuziger ·
Lorenzetto ·
Masciarelli ·
Mizoerov ·
Nepomnyaşşïy ·
Petrov ·
Renev ·
Štangelj ·  
Tiralongo · 
Vaitkus ·
Vinokoerov ·
Zejts ·
Groezdev (stagiair) ·
Joemabekov (stagiair) ·
Sjoetsjemojin (stagiair) ·
Tlewbajev (stagiair)
Aru ·
Bazajev ·
Božič ·
Brajkovič ·
Dyaçenko ·
Fofonov ·
Gasparotto ·
Gavazzi ·
Groezdev ·
Guarnieri ·
Hryvko ·
M. Iglinski · 
V. Iglinski ·
Kangert ·
Kasjetsjkin ·
Kessiakoff ·
Kišerlovski ·
Kreuziger ·
Masciarelli (tot 31/05) ·
Moeravjov ·
Nepomnyaşşïy ·
Petrov ·
Ponzi ·
Renev ·
Seeldraeyers · 
Silin · 
Tiralongo · 
Vinokoerov  ·
Zejts
Agnoli ·
Aru ·
Bazajev ·
Božič ·
Brajkovič ·
Dyaçenko ·
Fuglsang ·
Gasparotto ·
Gavazzi ·
Groezdev ·
Guardini ·
Guarnieri ·
Hryvko ·
Huffman ·
Iglinski · 
Kamışev ·
Kangert ·
Kasjetsjkin ·
Kessiakoff ·
Loetsenko ·
Moeravjov ·
Nibali ·
Ponzi ·
Seeldraeyers · 
Silin · 
Tiralongo · 
Tlewbajev ·
Vanotti ·
Zejts
Agnoli · Aru · Božič · Brajkovič · Dyaçenko · Fominykh · Fuglsang · Gasparotto · Gavazzi · Groezdev · Guardini · Guarnieri · Hryvko · Huffman · V.Iglinski · M.Iglinski · Kamışev · Kangert · Kessiakoff · Landa · Loetsenko · Moeravjov · Nibali · Scarponi · Tiralongo · Tlewbajev · Vanotti · Westra · Zejts · Ayazbajev (stagiair) · Davïdenok (stagiair) · Qojatajev (stagiair)
Agnoli · Aru · Ayazbajev · Boom · Božič · Cataldo · De Vreese · Dyaçenko · Fominykh · Fuglsang · Groezdev · Guardini · Hryvko · Kamışev · Kangert · Landa · Loetsenko · López · Malacarne · Nibali · Qojatajev · Rosa · Sánchez · Scarponi · Taaramäe · Tiralongo · Tlewbajev · Vanotti · Westra · Zejts
Agnoli · Aru · Ayazbajev · Boom · Capecchi · Cataldo · De Vreese · Fominykh · Fuglsang · Groezdev · Guardini · Hryvko · Kamışev · Kangert · Loetsenko · López · Malacarne · Nibali · Ömirzaqov · Qojatajev · Rosa · Sánchez · Scarponi · Smukulis · Tiralongo · Tlewbajev · Vanotti · Westra · Zacharov · Zejts · Bïjigitov (stagiair) · Koelimbetov (stagiair)
Aru · Bilbao · Bïjigitov · Breschel · Cataldo · De Vreese · Fominykh · Fuglsang · Gatto · Groezdev · Hansen · Hryvko · Kamışev · Kangert · Korsæth · Loetsenko · López · Minali · Moser · Qojatajev · Sánchez · Scarponi · Stalnov · Tiralongo · Tlewbajev · Tsjernetski · Valgren · Zacharov · Zejts · Gïdïç (stagiair) · Lauk (stagiair)
Bilbao · Bïjigitov · Cataldo · Cort · De Vreese · Fominykh · Fraile · Fuglsang · Gatto · Gïdïç · Groezdev · Hansen · Hirt · Houle · Hryvko · Kangert · Korsæth · Loetsenko · López · Minali · Moser · Qojatajev · Sánchez · Stalnov · Tlewbajev · Tsjernetski · Valgren · Villella · Zacharov · Zejts
Ballerini · Bilbao · Bïjigitov · Boaro · Bohórquez · Cataldo · Contreras · Cort · De Vreese · Fominykh · Fraile · Fuglsang · Gïdïç · Gregaard · Groezdev · Hirt · Houle · G. Izagirre · J. Izagirre · Kudus · Loetsenko · López · Natarov · Sánchez · Stalnov · Villella · Zacharov · Zejts
Aranburu · Bïjigitov · Boaro · Bohórquez · Contreras · De Vreese · Felline · Fominykh · Fraile · Fuglsang · Gïdïç · Gregaard · Groezdev · Houle · G. Izagirre · J. Izagirre · Kudus · Loetsenko · López · Martinelli · Natarov · Pronskïÿ · Rodríguez · Sánchez · Stalnov · Tejada · Vlasov · Zacharov
Aranburu · Battistella · Boaro · Broesenski · Contreras · de Bod · Fjodorov · Felline · Fraile · Fuglsang · Gïdïç · Gregaard · Groezdev · Houle · G. Izagirre · J. Izagirre · Kudus · Loetsenko · Martinelli · Natarov · Perry · Piccolo tot 31 mei · Pronskïÿ · Rodríguez · Romo · Sánchez · Sobrero · Stalnov · Tejada · Vlasov · Zacharov
Basso · Battistella · Boaro · Broesenski · Conti · de Bod · de la Cruz · Dombrowski · Fjodorov · Felline · Gazzoli (tot 10/8) · Gïdïç · Groezdev · Henao (tot 31/07) · López · Loetsenko · Martinelli · Moscon · Natarov · A. Nibali · V. Nibali · Nurlykhassym · Pronskïÿ · Raboesjenka · Romo · Scaroni (vanaf 28/07) · Tejada · Velasco · Zacharov · Zejts · Chzhan (stagiair) · Syritsa (stagiair)
Basso · Battistella · Boaro · Bol · Broesenski · Cavendish · Chzhan · de la Cruz · Dombrowski · Fjodorov · Felline · Garofoli · Gïdïç · Groezdev · Laas · Loetsenko · Martinelli · Moscon · Natarov · Nibali · Nurlykhassym · Pronskïÿ · Raboesjenka · Romo · Sánchez · Scaroni · Syritsa · Tejada · Velasco · Zejts
Ballerini · Battistella · Bettiol (vanf 15/8) · Bol · Brusenskii · Cavendish · Charmig · Fjodorov · Fortunato · Garofoli · Gazzoli · Giditş · Groezdev · Kanter · Koezmin · López · Loetsenko · Maroechin · Mulubrhan · Mørkøv · Pronskii · Scaroni · Schelling · Selig · Syritsa · Tejada · Tsjzjan · Umba · Velasco · Vinokoerov · Goyo (stagiair) · Smirnov (stagiair) · Trezise (stagiair)